# Міддлсекс (округ, Нью-Джерсі)
Шаблон:StateAbbr_ 40°26′ пн. ш. 74°25′ зх. д. / 40.44° пн. ш. 74.41° зх. д.
Округ  Міддлсекс (англ. Middlesex County) — округ (графство) у штаті  Нью-Джерсі, США. Ідентифікатор округу 34023.

## Історія
Округ утворений 1683 року.

## Демографія
За даними перепису 
2000 року 
загальне населення округу становило 750162 осіб, зокрема міського населення було 742956, а сільського — 7206.
Серед мешканців округу чоловіків було 368260, а жінок — 381902. В окрузі було 265815 домогосподарств, 190930 родин, які мешкали в 273637 будинках.
Середній розмір родини становив 3,23.
Віковий розподіл населення поданий у таблиці:
| Стать    | До 15 років | 15-21 | 22-29 | 30-39 | 40-49 | 50-65 | 65-85 | Понад 85 |
| -------- | ----------- | ----- | ----- | ----- | ----- | ----- | ----- | -------- |
| Чоловіки | 76845       | 35621 | 43033 | 64903 | 57971 | 52527 | 34570 | 2790     |
| Жінки    | 72685       | 34141 | 41930 | 62886 | 58641 | 56389 | 48596 | 6634     |

## Суміжні округи
- Юніон – північ
- Стейтен-Айленд, Стейтен-Айленд, Нью-Йорк – північний схід
- Монмаут – південний схід
- Мерсер – південний захід
- Сомерсет – північний захід

## Виноски
1. ↑  Forstall, Richard L. Population of states and counties of the United States: 1790 to 1990 from the Twenty-one Decennial Censuses [Архівовано 2 січня 2016 у Wayback Machine.], pp. 108-109. Бюро перепису населення США, March 1996. ISBN 9780934213486. Accessed October 3, 2013.
2. ↑  New Jersey: 2010 - Population and Housing Unit Counts; 2010 Census of Population and Housing [Архівовано 2013-07-23 у Wayback Machine.], p. 6, CPH-2-32. Бюро перепису населення США, August 2012. Accessed August 29, 2016.
3. ↑  DP-1 - Profile of General Demographic Characteristics: 2000; Census 2000 Summary File 1 (SF 1) 100-Percent Data for Middlesex County, New Jersey[недоступне посилання], Бюро перепису населення США. Accessed January 22, 2013.(англ.) Наведено за англійською вікіпедією.
4. ↑  DP1 - Profile of General Population and Housing Characteristics: 2010 Demographic Profile Data for Middlesex County, New Jersey[недоступне посилання], Бюро перепису населення США. Accessed January 22, 2013.(англ.) Наведено за англійською вікіпедією.
5. ↑  U.S. Census Bureau Delivers New Jersey's 2010 Census Population Totals [Архівовано 8 лютого 2011 у Wayback Machine.], Бюро перепису населення США, February 3, 2011. Accessed February 5, 2011.
6. ↑  Snyder, John P. The Story of New Jersey's Civil Boundaries: 1606-1968 [Архівовано 2012-06-05 у Wayback Machine.], Bureau of Geology and Topography; Trenton, New Jersey; 1969. p. 161. Accessed October 1, 2013.(англ.) Наведено за англійською вікіпедією.
7. ↑  American FactFinder. Бюро перепису населення США. Архів оригіналу за 26 лютого 2012. Процитовано 31 січня 2008.

| США | Це незавершена стаття з географії США. Ви можете допомогти проєкту, виправивши або дописавши її. |